# Quan Hưng
Quan Hưng (giản thể: 关兴; phồn thể: 關興; bính âm: Guān Xìng; Wade–Giles: Kuan Hsing, ? – ?), tên tự là An Quốc (安國), là quan viên, tướng lĩnh nhà Thục Hán thời Tam Quốc trong lịch sử Trung Quốc.

## Cuộc đời
Quan Hưng quê ở huyện Giải Lương, quận Hà Đông, Tư Lệ Hiệu úy bộ, là con thứ hai của Hán Thọ đình hầu Quan Vũ và là em trai của Quan Bình. Khi cha và anh ở lại trấn giữ Kinh Châu, Quan Hưng vào Ích châu với Lưu Bị từ nhỏ và lớn lên tại Ích Châu.
Năm 220, Quan Vũ cùng Quan Bình bị Đông Ngô sát hại, Quan Hưng tập tước Hán Thọ đình hầu. Quan Hưng từ nhỏ liền có danh vọng, được thừa tướng Gia Cát Lượng vô cùng coi trọng, hơn hai mươi tuổi đã làm quan đến Thị trung, trở thành trọng thần của triều đình.
Thừa tướng Gia Cát Lượng tiến hành bắc phạt, lấy Quan Hưng làm Trung giám quân, quản lý việc quân ở Hán Trung, được mấy năm thì mắc bệnh qua đời.

## Gia đình
Quan Hưng có ít nhất hai người con trai là Quan Thống và Quan Di. Quan Thống làm tới chức Hổ Bôn trung lang tướng, cũng mất sớm và không có con trai nối dõi.
Sau khi Quan Thống mất, Quan Di được tập tước Hán Thọ đình hầu của Quan Vũ. Năm 264, Thục Hán mất nước, tướng Ngụy là Chung Hội vào Thành Đô. Một thuộc tướng của Chung Hội là Bàng Hội là con trai Bàng Đức, do thù Quan Vũ giết cha nên đã bắt cả nhà họ Quan giết hết, trong đó có Quan Di.

## Trong văn học
Trong Tam quốc diễn nghĩa, Quan Hưng xuất hiện ở hồi 81, được mô tả là một vị tướng giỏi.
Trong hồi 81, Quan Hưng thi thố với Trương Bào, con trai của Trương Phi để tranh nhau vị trí tiên phong trong đội quân tấn công Đông Ngô để trả thù cho cha của họ là Quan Vũ và Trương Phi. Lưu Bị đã bắt họ thề kết nghĩa anh em như Quan Vũ và Trương Phi (Trương Bào lớn hơn Quan Hưng 1 tuổi).
Trong hồi 83, Quan Hưng đã giết được Phan Chương và lấy đầu tế cha mình. Phan Chương vốn là chỉ huy đội quân Đông Ngô đã bắt sống Quan Vũ, dẫn đến việc giết hại Quan Vũ.
Trong hồi 91, Quan Hưng được cử là Trướng tiền Tả hộ vệ sứ (帳前左護衛使) và phong quân hiệu Long Tương tướng quân (龍驤將軍). Quan Hưng đã theo thừa tướng Gia Cát Lượng trong các đợt Bắc phạt đánh Tào Ngụy. Quan Hưng chết tại hồi 102.